# Болеслав I Долговязый
Болеслав I Долговязый (пол. Bolesław I. Wysoki, нем. Boleslaus der Lange; ок. 1127 — 8 декабря 1201) — князь Силезии 1163—1172, князь Вроцлавский с 1173, старший сын польского князя Владислава II Изгнанника и Агнессы Бабенбергской.

## Биография

### Детство и юность
Детство Болеслава, скорее всего, прошло при дворе деда, князя Польши Болеслава III Кривоустого, в Плоцке. После смерти Болеслава III в 1138 году отец Болеслава Долговязого Владислав II, как старший сын Болеслава III, стал князем-принцепсом Польши и князем Краковским, получив во владение восточную часть Великой Польши (включая Гнезно), Западную часть Малой Польши (с Краковом), серадзкую землю и западную часть Куявии. Кроме того, он получил также в наследственное владение Силезию.
Правление Владислава II было коротким и крайне бурным. Конфликты начались, когда князь-принцепс попытался удалить своих сводных братьев из их уделов. По словам летописца Викентия Кадлубека, противостояние между братьями в основном было спровоцировано женой Владислава II Агнессой Бабенбергской, которая считала, что ее муж, как старший сын, является законным единоличным правителем всей страны. С другой стороны, Саломея фон Берг, вдова Болеслава III и мачеха Владислава II, пыталась заключить союзы с иностранными правителями и использовала любую возможность, чтобы укрепить положение своих сыновей. Она боялась, что они будут изгнаны из своих уделов, чтобы освободить их для сыновей Владислава II, юного Болеслава и его младших братьев Мешко и Конрада.
Конфликт разгорелся в 1141 году, когда Саломея фон Берг, без ведома князя-принцепса, решила передать своим сыновьям Ленчицкую землю, выделенную ей в качестве вдовьего надела, и попыталась выдать свою младшую дочь Агнешку замуж за одного из сыновей Всеволода II Ольговича, великого князя Киевского. Однако Владислав II оказался ловчее: он предоставил великому князю Всеволоду II несколько дополнительных политических преимуществ, в том числе брак между Болеславом и дочерью Всеволода II, Звениславой, который состоялся в 1142 году.
В 1144 году умерла Саломея фон Берг, и конфликт между Владиславом II и его братьями обострился. Казалось, что победа князя-принцепса является лишь вопросом времени. В 1145 году Владислав II послал Болеслава в Киев за помощью. В результате похода армии, посланной Всеволодом на помощь Владиславу, он смог расширить свои владения. Но в 1146 году удача изменила Владиславу. В Киеве умер его союзник, великий князь Всеволод Ольгович, а в его собственных землях началось восстание. Болеславу пришлось быстро вернуться в Польшу, чтобы помочь отцу. Немногочисленных войск, которые он набрал, оказалось недостаточно, чтобы противостоять всеобщему восстанию против Владислава II, который в итоге был полностью разгромлен сводными братьями. Низложенный князь-принцепс и его семья бежали в Прагу ко двору князя Чехии Владислава II, женатого на родной сестре Агнессы Бабенбергской. Новым князем-принцепсом Польши стал один из братьев Владислава — Болеслав IV Кудрявый.

### На службе у королей Конрада III и Фридриха I
После непродолжительного пребывания в Чехии Владислав II и его семья переехали в Германию, ко двору короля Конрада III  (сводного брата его жены Агнессы), который обещал Владиславу помощь в возвращении польского трона. Сначала казалось, что изгнание продлится всего несколько месяцев, однако поспешная и недостаточно подготовленная экспедиция короля Конрада III потерпела неудачу. Король поселил Владислава II и его семью  в королевском дворце Альтенбург в Тюрингии. Это было задумано как временное место жительства, но Владиславу II суждено было провести там остаток своей жизни.

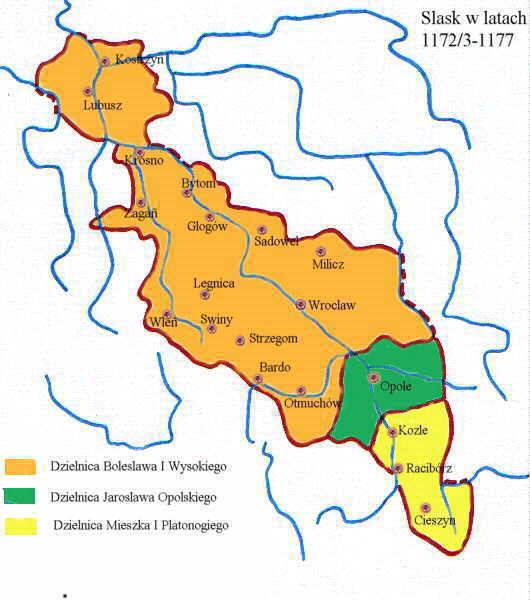
Силезия в 1172—1177 годах
Болеслав I Долговязый
Ярослав (князь опольский)
Мешко I Плясоногий

В отличие от отца, жившего в Альтенбурге, Болеслав достаточно быстро вошёл в окружение короля Конрада III. В 1147 году в составе армии Конрада III Болеслав принял участие во Втором крестовом походе. Конрад III умер в 1152 году, так и не добившись возвращения Владислава II в Польшу. Его преемником стал энергичный племянник Фридрих I Барбаросса, на службу к которому Болеслав почти сразу же поступил. В отличие от Конрада, Фридрих первоначально не очень стремился помогать польским изгнанникам. Его больше заботила Италия, куда он в 1154—1155 годах организовал поход, в результате которого был коронован императорской короной. Болеслав сопровождал Фридриха в этом походе.
Только вернувшись из Италии, Фридрих обратил внимание на Польшу и в 1157 году он организовал туда поход. Неизвестно, участвовал ли в нём Болеслав и его отец. Несмотря на то, что император Фридрих в результате этого похода смог добиться покорности Болеслава IV, для изгнанников ничего не изменилось. Фридрих Барбаросса решил сохранить власть Болеслава IV и его братьев в Польше, а не восстанавливать  на престоле Владислава II. Два года спустя разочарованный Владислав II умер в Альтенбурге.
Несмотря на недовольство отношением императора к своему отцу, Болеслав оставался верен императору, участвуя в его многочисленных войнах. В 1158-1162 годах он участвовал в походе Барбароссы в Италию, где получил известность после убийства известного итальянского рыцаря на дуэли у стен Милана.
Верная служба Болеслава императору была окончательно вознаграждена в 1163 году, когда Фридрих Барбаросса дипломатическим путем вернул потомкам Владислава II власть над Силезией. По соглашению, подписанному в немецком Нюрнберге, Болеслав IV согласился на возвращение в Силезию изгнанных князей. Он сделал это потому, что после смерти Владислава II его сыновья не могли напрямую оспаривать его власть как князя-принцепса, и к тому же они не имели никакой поддержки в Польше. Кроме того, он рассчитывал, что такое соглашение удовлетворит Барбароссу и таким образом удержит его подальше от Польши.. При этом Болеслав IV сохранил за собой контроль над основными силезскими городами: Вроцлавом, Ополе, Рацибужем, Глогувом и Легницей.

### Возвращение в Силезию
После почти 16-летнего изгнания Болеслав вернулся в Силезию со своей второй женой, немкой Кристиной (Звенислава умерла около 1155 года), старшими детьми Ярославом и Ольгой и младшим братом Мешко Плясоногим. Самый младший брат Конрад решил остаться в Германии.
Болеслав и Мешко первоначально правили совместно. Два года спустя (в 1165 году) они отвоевали у князя-принцепса основные силезские города и получили полный контроль над всей Силезией. Однако Болеслав, как старший брат, обладал общей властью, и вскоре Мешко перестало устраивать подчинённое положение. В 1172 году он восстал против старшего брата. Мешко поддержал Ярослава, старшего сына Болеслава, который был возмущен против своего отца, потому что был принужден к духовной карьере из-за интриг своей мачехи Кристины, стремившейся сделать своих сыновей единственными наследниками. Восстание было полной неожиданностью для Болеслава, который был вынужден бежать в Эрфурт.
Узнав об этом, Фридрих Барбаросса пришел в ярость и решил поддержать Болеслава сильным вооруженным вмешательством. Князь-принцепс Болеслав IV Кудрявый послал к императору своего брата Мешко III c 8000 серебряных монет и обещанием восстановить Болеслава в Силезском княжестве. В начале 1173 года Болеслав Долговязый вернулся домой. Однако, несмотря на примирение с братом и сыном, он был вынужден разделить Силезию и отдать своему брату Мешко Рацибуж, а сыну Ярославу — Ополе. Оставшиеся в руках Болеслава владения составили Вроцлавское княжество.

### Борьба за Краков и дальнейший раздел Силезии

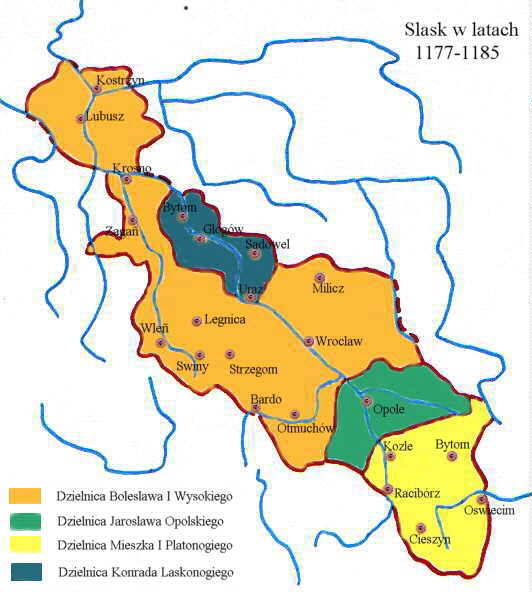
Силезия в 1177—1185 годах
Болеслав I Долговязый
Ярослав (князь опольский)
Мешко I Плясоногий
Конрад Тонконогий

Четыре года спустя казалось, что Болеслав близок к достижению главной цели своей жизни − завоеванию Сеньориального удела, а вместе с ней и титула князя-принцепса. Он договорился со своим дядей Казимиром II Справедливым и двоюродным братом Одоном (старшим сыном Мешко III) о совместном выступлении против князя-принцепса Мешко III. Восстание получило поддержку малопольского дворянства, после чего Великая Польша перешла на сторону Одона. Болеслав, однако, потерпел внезапное и неожиданное поражение от своего брата Мешко и сына Ярослава, которые вступили в союз с Мешко III. Болеславу снова пришлось бежать в Германию, а у Казимира II открылась возможность завоевать Сеньориальный удел. Благодаря посредничеству Казимира II Болеслав вернулся в свое княжество без особых проблем; при этом ему пришлось забыть о надежде вновь объединить под своей властью всю Силезию и даже отдать Глогув своему младшему брату Конраду.

### Последние годы жизни
После 1177 года Болеслав больше не пытался восставать против краковских князей, направив усилия на сохранение своих владений. После того, как Конрад Тонконогий умер в 1189/1190 году, не оставив наследников, Глогув снова вернулся к Болеславу. Кроме того, Болеслав стремился укрепить экономику своего княжества. Для этого он начал селить в бедных лесных районах немецких колонистов, благодаря чему смог существенно ускорить экономическое развитие княжества. Болеслав основал цистерцианское аббатство в Любёнже, в котором он впоследствии был захоронен.
Чтобы защитить свои земли от посягательств других польских князей, Болеслав в 1198 году получил от папы Иннокентия III защитную буллу. Произошло примирение между Болеславом и его старшим сыном Ярославом, который был избран епископом Вроцлава. Это позволило ему после смерти Ярослава 22 марта 1201 года вернуть Ополе в состав Вроцлавского княжества.
Болеслав пережил своего сына всего на девять месяцев и умер 7 или 8 декабря 1201 года в своем замке в Леснице, к западу от Вроцлава  и был похоронен в Любёнжском аббатстве. Своим наследником Болеслав утвердил единственного выжившего сына от второго брака — Генриха I Бородатого.

## Брак и дети

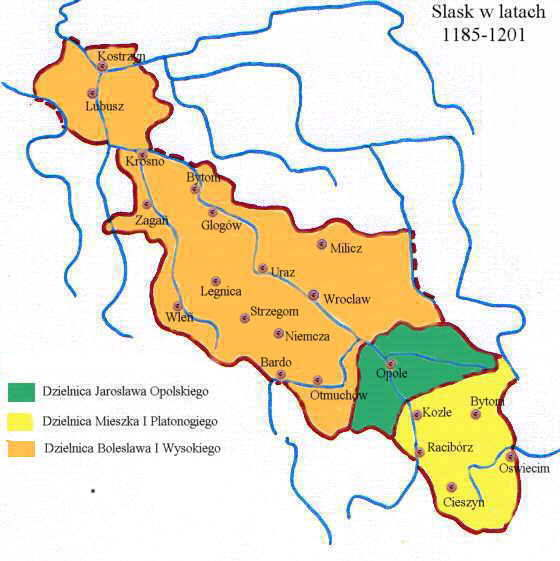
Силезия в 1185—1201 годах
Болеслав I Долговязый
Ярослав (князь опольский)
Мешко I Плясоногий

1-я жена: с 1142 Звенислава-Анастасия Всеволодовна (ум. 1153/1163), дочь великого князя Киевского Всеволода Ольговича и княжны Агафьи Мстиславны, дочери великого князя Киевского Мстислава Владимировича Великого. Дети:
- Ярослав (после 1143 — 22 марта 1201), князь Опольский с 1173, епископ Вроцлава с 1198
- Ольга (ок. 1155/1160 — 27 июня 1175/1180)

Возможно, также, что от этого брака родились ещё двое детей, однако не исключено, что они были и от второго брака:
- Берта (ум. 7 мая после 1162)
- Болеслав (ок. 1157/1163 — 18 июля 1175/1181)

2-я жена: Кристина (ум. 21 февраля 1204/1208). Дети:
- Конрад (ок. 1158/1168 — 5 июля 1175/1190)
- Йоханн (ок. 1161/1169 — 10 марта до 1174)
- Генрих I Бородатый (ок. 1165/1170 — 19 марта 1238), князь Вроцлавский с 1201, князь-принцепс  Польши (князь Краковский) в 1225 и с 1232, князь Великопольский с 1234
- Аделаида (Збыслава) (после 1165 — 29 марта после 1213); муж: с ок. 1177/1182 Дипольд II (ум. 21 ноября 1190), князь в Моравии
- Владислав (после 1180 — 4 июня до 1199)